# Лисунов, Виктор Иванович
Виктор Иванович Лисунов — советский научный, государственный и политический деятель.

## Биография
Родился в 1923 году в Находке. Член КПСС.
Курсант Высшего военного морского инженерного училища им Дзержинского, затем Тихоокеанского высшего военно-морского училища, участник Великой Отечественной и советско-японской войны. С 1946 года — на  научной, общественной и политической работе. В 1946—1983 гг. — студент Таганрогского института механизации и электрификации сельского хозяйства, ассистент кафедры эксплуатации машинно-тракторного парка Московского института механизации и электрификации сельского хозяйства, старший преподаватель кафедры энергетики и эксплуатации машинно-тракторного парка, заместитель декана,  декан факультета механизации сельского хозяйства, заведующий кафедрой эксплуатации машинно-тракторного парка, проректор по учебной работе, ректор Ставропольского сельскохозяйственного института.
Делегат XXIV съезда КПСС.
Умер после 1985 года.